# Torii (glaciär)
Torii är en glaciär i Antarktis. Den ligger i Östantarktis. Norge gör anspråk på området. Torii ligger 1 793 meter över havet.
Terrängen runt Torii är platt österut, men västerut är den kuperad. Trakten är obefolkad. Det finns inga samhällen i närheten. 